# Alliance marxiste révolutionnaire
Pour les articles homonymes, voir AMR.
L'Alliance marxiste révolutionnaire (AMR) est un mouvement trotskiste de tendance pabliste, proche des idées libertaires, actif de 1969 à 1974, qui a fondé en 1970 la revue L'Internationale. Elle se distingue des autres tendances trotskistes par son attachement et sa promotion du concept et des démarches d’autogestion.
La première Alliance marxiste révolutionnaire est créée en 1969 par des militants pablistes qui se sont dissociés, en 1965, de la Quatrième Internationale. Elle se dissout en 1974 pour rejoindre le Parti socialiste unifié (PSU, tendance B). L'expérience est de courte durée, puisque trois ans plus tard ses militants partent fonder les Comités communistes pour l'autogestion (CCA) avec d'ex-militants de la Ligue communiste révolutionnaire (LCR).
Après l'élection présidentielle de 1981, la « tendance I » quittant les CCA reprend le nom d'AMR. De l'ancienne AMR, Gilbert Marquis participe à la deuxième AMR tandis que Michel Fiant demeure aux CCA. Certains membres — Patrice Bardet, Gilbert Marquis, Michel Fiant, etc. — participent ensuite à la fondation de l'Alternative rouge et verte (AREV) puis des Alternatifs.

## Origines du mouvement
Le mouvement doit beaucoup aux militants comme Michel Fiant et Gilbert Marquis, issus du Parti communiste internationaliste. À partir de 1953, le premier devient le secrétaire du syndicat CGT de l'usine Derveaux de Bezons et anime le groupe pabliste lors de la scission du PCI, via la stratégie de l'entrisme et adhère au Parti communiste français. À partir de 1957, il anime, aux côtés de Denis Berger, Félix Guattari et Michel Ravelli la revue Tribune de discussion, bulletin d’opposition interne au PCF.
Gilbert Marquis a de son côté séjourné en Yougoslavie où il participe aux brigades de travail soutenant le régime de Josip Broz Tito contre Joseph Staline, puis travaillé aux usines Chausson à Gennevilliers et été permanent syndical de la CGT à la Fédération des métaux de Seine-et-Oise.
Ces activités d'entrisme, soutenues par Michel Pablo, échouent en 1958 : le PCF effectue une purge contre les animateurs de Tribune de discussion,.
La fusion de Tribune de discussion avec L'Étincelle donne lieu à des tiraillements entre les deux courants, et le groupe « La Voie communiste » apparaît.

### La rupture de «Pablo» au sein de la Quatrième Internationale en 1965
En 1965, des militants trotskistes regroupés autour de Michel Raptis dit « Pablo » au sein de la Quatrième Internationale, rompent, sur le plan organisationnel, avec la direction de celle-ci et se constituent en « tendance marxiste révolutionnaire de la Quatrième Internationale », ou TMR-IV.
Quelques dizaines de militants pablistes sont concernés en France par cette scission, dont les plus connus sont Michel Fiant et Gilbert Marquis.

### L'arrivée des militants lycéens de Mai 68
C'est en 1969 que les militants de la TMR-IV, renforcés par des étudiants et des lycéens radicalisés à la suite des événements de Mai 68, fondent l'Alliance marxiste révolutionnaire, ou AMR, la première du nom.
Parmi les nouveaux venus, Maurice Najman, Maurice Ronai, Bernard Schalscha du lycée Jacques-Decour à Paris, tous trois animateurs des Comités d'action lycéens depuis 1967, et membres du CVN.
D'autres fondateurs du mouvement lycéen de décembre 1967 et leaders de Mai 68 participent à cette première AMR : Joël Grynbaum, du Lycée Turgot de Paris où il a fondé à la rentrée 1966 un des trois premiers Comités Vietnam lycéens, et Nicolas Baby qui a fondé celui du lycée Henri IV et, le 7 avril 1967, brûlé un drapeau américain arraché à la cathédrale américaine de Paris pour protester contre la guerre au Vietnam, à l’occasion de la visite du vice-président américain Hubert Humphrey à Paris. La photographie de presse l'identifiant sera très largement reprise partout dans le monde. Les frères Joseph Morder (cinéaste) et Robi Morder (historien) font partie de la nébuleuse, mais sans prendre de responsabilités politiques.

### Le congrès des CAL à l'automne 1968
Au printemps 1969, le mouvement autour du principe de « comités d'action lycéens » est en difficulté : il n’y a plus vraiment de CAL, en raison des divisions en son sein depuis le congrès de l’automne 1968 – qui représente 150 CAL. Ce congrès voit l'opposition entre ceux qui préfèrent une orientation de type plutôt syndicale, pour rester unis, et ceux de la JCR, habitués aux jeux d'appareils du PCF (dont la JCR est une scission), qui proposent d’abord un « mouvement politique de masse » et estiment qu’un mouvement lycéen indépendant ne peut durer. Les seconds ont mieux préparé le congrès et sont majoritaires : ils jugent le mouvement des Comité d'action lycéens inutile et non viable et lui coupent les vivres.
Les autres vont alors tenter une dernière conférence nationale en avril 1969, qui réunit 30 comités parisiens et 15 provinciaux, pour lancer une « campagne baccalauréat ». La presse va relayer l’information, mais ce qui demeure des CAL se trouve dans l’incapacité de sortir le matériel prévu et ne peut imprimer le no 4 du journal Barricades, faute de moyens. Ils se regrouperont plus tard dans l'Alliance marxiste révolutionnaire, en 1969.
L'AMR, la JEC (Jeunesse étudiante chrétienne) et quelques autres tentent de maintenir une autre perspective en créant en 1969/1970 un « Centre de luttes lycéen » (CLL) qui se réunit au local de la JEC, rue Linné, et édite un bulletin de liaison, mais il s'agit d'une structure de coordination et non d'une organisation.

### Implantation en province
L'AMR participe à la floraison des journaux de lycée d'après 68 : Jeunesse rebelle pour la LC (puis Lycée rouge), la Jeune Garde pour l’AMR, Le troublion pour Révolution, tandis que la JEC publie Aristide. Sa composition sociale correspond à la physionomie générale des groupuscules d'extrême-gauche de l'époque.
L'AMR se dote d'une revue, L'Internationale, et s'implante en province, principalement à Lyon, où Bernard Schalscha est envoyé pour recruter des militants, dès 1969, aussi bien en milieu lycéen et étudiant que dans le secteur ouvrier, mais également sur le pôle Marseille Aix-en-Provence, à Limoges, Toulouse ou à Bordeaux où la section sera animée par le comédien et metteur en scène Gilbert Tiberghien. Si les effectifs se sont accrus, le nombre total de militants reste toutefois compris entre 200 et 300 personnes, chiffre comptabilisé au moment de la fusion avec le PSU en 1974.

### Le virage de 1972
La TMR-IV se transforme en TMRI (Tendance marxiste révolutionnaire internationale) en 1972, ce qui montre la volonté de ce courant de ne plus se réclamer exclusivement de l'héritage trotskiste.

### L'implication chilienne de 1972-1973
Très intéressé par les luttes internationales, Maurice Najman suit de près les expériences de « pouvoir ouvrier » menées au Chili pendant l’Unité Populaire, le gouvernement de Salvador Allende. Il y séjourne à l'été 1972, puis y consacre articles et livres. Il travaille à assembler textes (discours, résolutions politiques, analyses…) et articles de journaux qui donnent une idée précise des prises de positions et débats qui, pendant trois ans, ont agité les formations les plus à gauche à l’intérieur de la coalition gouvernementale, comme le PS ou le MAPU, et celles qui de l’extérieur, comme le MIR, entendaient lui apporter un soutien conditionnel. Il fait aussi un lien avec la Grèce, qui vit sous une dictature militaire instaurée le 21 avril 1967 — d'autres militants de l'AMR, comme Joël Grynbaum, adoptant la même démarche. Le 11 septembre 1973, après le coup d’État, plusieurs centaines de lycéens discutent de l’armement du peuple chilien et fondent un comité de soutien à la lutte révolutionnaire du peuple chilien, puis remplissent la salle B de la Mutualité pour un « 6 heures de solidarité ».
Maurice Najman est également en contact avec le Portugais Otelo de Carvalho, notamment pendant la révolution des Œillets en avril 1974, et rencontre Václav Havel puis organise à Paris le soutien au groupe tchèque « Plastic People », qui permet de financer un disque accompagné des textes de la Charte 77 et d’un livret réalisé par Kiki Picasso et les graphistes de Bazooka.

### Les violences de 1973
Le 21 juin 1973, l'AMR participe, avec d'autres groupes comme la Ligue communiste et le PCMLF, à la manifestation organisée contre la tenue du meeting « contre l'immigration sauvage » à connotation raciste du groupe d'extrême-droite Ordre nouveau à la Maison de la Mutualité. Les violents affrontements qui s'ensuivent avec la police et le service d'ordre de l'organisation néofasciste aboutissent à la dissolution de la Ligue communiste et d’Ordre nouveau.

## Orientations

### La plus unitaire des formations
L'AMR prône de manière constante un front des organisations révolutionnaires, ce qui en fait la plus unitaire des formations tangibles d'extrême gauche, en particulier au sein du mouvement des Comités d'action lycéens, qu'elle souhaite voir conserver une démarche syndicale alors que les militants des JCR veulent en faire un outil au service de leur nouveau parti politique, la Ligue communiste, fondé en avril 1969, et qui prennent le contrôle de la direction des CAL.
L'attention particulière aux mouvements issus de la jeunesse ou à la radicalisation du féminisme ne fera l'objet d'une véritable théorisation que quelques années plus tard, et vise à élargir l'assise du mouvement de Mai 68 et populariser les idées en lien avec le concept d'autogestion.

### Défense de l'autogestion
Prônant l'autogestion, l'AMR se distingue souvent des autres formations trotskistes par une approche plus libertaire du militantisme. Pour parvenir à son but, l'organisation « compte […] sur l'action spontanée des travailleurs, s'emparant des entreprises lors d'un processus révolutionnaire et les faisant fonctionner eux-mêmes comme cela s'est produit plusieurs fois dans l'histoire ».

### Ouverture aux idées écologistes
Avec le PSU et la mouvance « Mao-spontex » (maoïste spontanéiste) incarnée par Vive la révolution et la Gauche prolétarienne, l'AMR, dans la décennie qui suit Mai 68, est une des organisations de l'extrême-gauche française qui s'ouvrent précocement aux idées écologistes. Dès mars 1971, sa revue L'Internationale publie un article de fond sur la pollution, puis affirme en avril 1972 que « la lutte contre la pollution n'est pas une diversion capitaliste »,.

### Participation aux nouveaux mouvements féministes et des droits des soldats
L'AMR participe, dès leur apparition, aux nouveaux mouvements sociaux tels que le Mouvement de libération des femmes (MLF), à qui elle offrira sa tribune, le Cercle Elisabeth Dimitrieff créé en mai 1971 (avec Danielle Riva, animatrice du Groupe femmes et très impliquée dans la campagne du « Manifeste des 343 » pour la contraception et l'avortement), le Secours rouge, le mouvement des comités de soldats, etc.
Plusieurs responsables de l'AMR ont exercé des responsabilités dans l'association Information pour les droits du soldat, qui militait pour la création de syndicats dans l'armée.

### Tolérance vis-à-vis de la contre-culture
Si certains groupes trotskistes considèrent avec indifférence ou mépris la contre-culture des années 1970, l'Alliance marxiste révolutionnaire, pour sa part, tolère celle-ci mais sans véritablement y participer, un peu « comme on sourit avec indulgence aux frasques d'un adolescent ».

## Fusion avec le Parti socialiste unifié

### Avant la présidentielle de 1974
La préparation de l'élection présidentielle de 1974 (initialement prévue pour 1976, mais précipitée par la disparition de Georges Pompidou) suscite l'année précédente un vaste mouvement pour la candidature de Charles Piaget, syndicaliste de la CFDT actif à l'usine Lip de Besançon où une expérience d'autogestion a été mise en place.
À la suite d'une décision collective de l'AMR, Gilbert Marquis entame fin 1973 des négociations avec le PSU afin de négocier leur fusion. Chez les jeunes, le projet est défendu par Nicolas Baby.
Un « Comité de liaison pour l’autogestion socialiste » (CLAS) est alors créé, qui regroupe Action, l'AMR, les Amis de la Terre, les GAM, les groupes Témoignage chrétien, Objectif Socialiste et le PSU. Le CLAS réunit plus de 3 000 personnes à la Mutualité aux « Six heures pour l’Autogestion » le lundi 14 janvier. Deux des orateurs les plus remarqués sont Michel Rocard (PSU) et Maurice Najman (AMR).
L'AMR appuie, au printemps 1974, la candidature de Charles Piaget, mais celle-ci ne se concrétise pas car Michel Rocard et ses amis arrivent à imposer, au sein du PSU, le soutien à la candidature de François Mitterrand.

### Après la présidentielle de 1974
La fusion avec le PSU se concrétise en 1974, à la suite du départ des rocardiens après l'élection présidentielle de 1974. Les 250 membres de l'AMR entrent alors au PSU, seuls Pierre Avot (qui s'était fait une spécialité dans les faux-papiers lors de l'aide au FLN pendant la guerre d'Algérie), Simone Minguet et Michel Raptis dit Pablo ne suivent pas, afin de rester aux manettes de la TMRI, « l'Internationale pabliste ».
Malgré leur faible nombre, les militants de l'AMR obtiennent divers postes à responsabilité. Maurice Najman (cofondateur des Comités d'action lycéens pendant Mai 68), Gilbert Marquis et Michel Fiant intègrent la direction nationale du PSU. En région, Bernard Schalscha est responsable à Lyon, ville où il est implanté en tant que dirigeant local depuis la création de l'AMR en 1969 ,. Patrice Bardet rejoint ensuite à son tour le bureau national.

## La création des Comités communistes pour l'autogestion
Au bout de trois ans, en 1977, l'AMR se sépare du PSU pour créer, avec des militants de la LCR, les Comités communistes pour l'autogestion (CCA).
Nicole Marquis, épouse de Gilbert Marquis, et Danielle Riva, élues au Comité exécutif de la CFDT BNP-Paris, voient leur section syndicale dissoute cette même année 1977,, dans le sillage des grèves qui ont eu lieu depuis trois ans dans le secteur bancaire et auxquelles ont participé activement deux autres militants de l'AMR, Joël Grynbaum et Alain Mamou-Mani.
Cette période voit la fin des séminaires de formation auxquels participaient l'été les militants de l'AMR, au début des années 1970, à Gourgas dans les Cévennes, dans une ex-abbaye séculaire bâtie sur une colline perdue dans la garrigue, entre Monoblet et Saint Hippolyte du Fort, dans le Gard, que le psychanalyste Félix Guattari avait acquise en 1967.

## Les reconversions professionnelles
Plusieurs militants de l'AMR mènent des reconversions professionnelles à la fin des années 1970. Maurice Najman, Bernard Schalscha, Maurice Ronai, Gérard Grizbec et Nicolas Baby deviennent journalistes. En 1979, Joël Grynbaum créé avec son ami Alain Mamou-Mani, ancien syndicaliste comme lui, la société de logiciel GO International, star du « prêt-à-porter informatique » pour les entreprises de prêt-à-porter textile.

## Une nouvelle AMR après 1981
Après l'élection présidentielle de 1981, la « tendance I » quitte les CCA et reprend le nom d'AMR. De l'ancienne AMR, Gilbert Marquis participe à la deuxième AMR, tandis que Michel Fiant demeure aux CCA. Certains membres — Patrice Bardet, qui siégeait au bureau politique de la Quatrième Internationale, Gilbert Marquis, Michel Fiant, Danielle Riva,  etc. — participent ensuite à la fondation de l'Alternative rouge et verte (AREV) puis des Alternatifs.

## Formation de la Fédération pour une gauche alternative
En mars 1984, l'AMR participe, avec des communistes critiques et des militants autogestionnaires, à la formation de la Fédération pour une gauche alternative (FGA), organisation régie selon des principes fédéralistes et visant à promouvoir l'autogestion comme moteur du changement social.
La FGA, comme la LCR, la CAP et diverses organisations d'extrême-gauche, soutient la candidature du dissident communiste Pierre Juquin lors de l'élection présidentielle de 1988. Le score électoral modeste du candidat (2,1% des exprimés) entraîne le retour à des tendances centrifuges parmi les militants de la FGA.
Alors que les militants précités rejoignent l'AREV dans les années 1980, Alain Mamou-Mani fonde Génération écologie avec Brice Lalonde dans les années 1990, tandis que Lucie Maiques et Maurice Ronai créent au PS la section Temps réels, qui n'est pas liée à un découpage géographique, étant fondée sur Internet.

## Publications
L'AMR avait pour organe le périodique L'Internationale, d'abord mensuel puis hebdomadaire, dont le directeur de publication était P. Schmidt et le siège social sis au 21, quai Saint-Michel, Paris Ve. Le premier numéro parut en mai 1970 et le dernier numéro (71/72) en février 1975.
L'AMR publia également dans les années 1970 un bulletin étudiant intitulé La Commune et le bulletin lycéen Jeune Garde.

### Parmi les ex-militants de l'AMR
- Nicolas Baby
- Joël Grynbaum
- Charles Najman
- Maurice Najman
- Michel Pablo
- Gilbert Marquis
- Michel Fiant
- Alain Mamou-Mani
- Bernard Schalscha
- Maurice Ronai
- Danielle Riva
- Gérard Grizbec